# Agustín Garcia-Gasco Vicente
Agustín Garcia-Gasco Vicente (Corral de Almaguer, 12 februari 1931 – Rome, 1 mei 2011) was een Spaans geestelijke en kardinaal van de Rooms-Katholieke Kerk.
Garcia-Gasco bezocht het seminarie van Madrid-Alcalá en werd op 25 mei 1956 priester gewijd. Hij studeerde vervolgens verder aan de Pauselijke Universiteit Comillas. Hij werkte vervolgens enkele jaren als pastoor in Villamanta. In 1966 werd hij professor aan het seminarie van Madrid-Alcalá. In 1977 werd hij vicaris van het derde vicariaat van het aartsbisdom Madrid. In 1979 werd hij hoogleraar aan het Instituto Teologico „San Damaso“ Institución Arzobispo Claret.
Op 20 maart 1985 benoemde paus Johannes Paulus II Garcia-Gasco tot titulair bisschop van Nona en tot hulpbisschop van Madrid. Zijn bisschopswijding vond plaats op 11 mei 1985. Op 24 juli 1992 volgde zijn benoeming tot aartsbisschop van Valencia.
Tijdens het consistorie van 24 november 2007 creëerde paus Benedictus XVI hem kardinaal. Hij kreeg de San Marcello al Corso als titelkerk. In januari 2009 aanvaardde Benedictus Garcia-Gascos ontslagaanvraag. Garcia bleef apostolisch administrator van het aartsdiocees tot zijn opvolger, Carlos Osoro Sierra, op 19 april van dat jaar bezit nam van de aartsbisschoppelijke zetel.
Garcia-Gasco overleed op 1 mei 2011 in Rome, vlak voor de hoogmis waarin paus Johannes Paulus II zalig zou worden verklaard.
- Biblioteca Nacional de España: XX885116
- Istituto Centrale per il Catalogo Unico: PUVV190573
- Virtual International Authority File: 87764731
- WorldCat: E39PBJcKGTtwcj687Gm4YBGrbd